# Shacman F3000
Shacman F3000 — семейство крупнотоннажных грузовых автомобилей полной массой до 60 тонн, выпускаемых китайской компанией Shacman вместо Shacman F2000.

## Shacman F2000
Shacman F2000 является модернизированной версией MAN F2000, предлагается в роли седельных тягачей, самосвалов, шасси и бортовых грузовиков с колёсными формулами 4*2, 6*2, 6*4 и 8*4, а также с двигателями Weichai Power WP10, WP12 мощностью от 270 до 420 л. с. или Cummins ISM мощностью от 345 до 420 л. с., которые соответствуют нормам Евро-2—Евро-5.

## Shacman F3000
В основу Shacman F3000 легла конструкция грузовика MAN F2000. Автомобили Shacman F3000 доступны как седельные тягачи, самосвалы, шасси и бортовые грузовики с колёсными формулами 4*2, 6*4 и 8*4. Двигатели: Weichai Power WP10, WP12 мощностью от 270 до 460 л. с. или Cummins ISM мощностью от 345 до 420 л. с., которые соответствуют нормам Евро-2—Евро-5.

## Shacman M3000
Семейство M3000 включает тягачи, самосвалы, шасси и специальные модели. Внешне M3000 практически напоминает крупнотоннажник F3000. Из видимых отличий — новые двери с наклонной линией боковых окон и изменённый бампер. Благодаря использованию лёгких материалов был снижен вес грузовика.
Двигатели остались прежними — Weichai WP7 или WP10.

## Shacman X3000
Самосвал Shacman X3000 является новейшим китайским грузовым автомобилем, в который внесено очень много инноваций и изменений со времён самосвалов F2000 и F3000. Дизайн кабины Shacman похож на дизайн кабины MAN F2000, отличие лишь в форме решётки.
Автомобиль имеет отличные рабочие параметры. Максимальная грузоподъёмность составляет 30 тонн при снаряжённой массе 14,5 тонн. Максимальная скорость Shacman X3000 95 км/ч при среднем расходе топлива 36 литров на 100 км и ёмкости бака 380 литров. На самосвал устанавливается шестицилиндровый турбированный двигатель объёмом 9,7 л мощностью 336 л. с. Мотор соответствует стандартам Евро-4. Shacman X3000 имеет американскую коробку передач Fast Fuller. Мосты самосвала изготовлены по технологии немецкого концерна MAN.

## Shaanxi X6000
В конце 2017 года Shaanxi показал новую топовую модель Delong X6000. Её легко узнать по новой широкой кабине с высокой крышей и спальным отсеком.
В модельный ряд вошли седельные тягачи с колёсной формулой 4*2 и 6*4. Базовым двигателем стал дизельный Cummins ISM11E5 мощностью 450 или 550 л. с. и автоматизированная коробка передач, что доступно в качестве опции. Среди стандартного оборудования — гидродинамический замедлитель, дисковые тормоза, EBS и сиденья на пневматической.